# Weberbauera dillonii
Weberbauera dillonii är en korsblommig växtart som beskrevs av Al-shehbaz. Weberbauera dillonii ingår i släktet Weberbauera och familjen korsblommiga växter. Inga underarter finns listade i Catalogue of Life.